# Den uendelige historie 2
Den uendelige historie 2 (1990) er en fortsættelse til fantasi-filmen Den uendelige historie (1984). Den er instrueret af George T. Miller, og filmens hovedroller spilles af Jonathan Brandis som Bastian Bux, Kenny Morrison som Atreyu og Alexandra Johnes som Den Barnlige Kejserinde.
Filmen benyttet sig af handlingselementer fra Michael Ende's original roman Den uendelige historie (1979), men introducerer et helt nyt plot.

## Handling
Bastian Bux har problemer derhjemme; han er meget fjern fra sin far og Bastians højdeskræk medfører at han ikke kan komme på svømmeholdet. Bastian flygter fra sine problemer til et gammelt antikvariat hvor han, imens han kigger i Den Uendelige Historie, hører Den Barnlige Kejserinde. Hun fortæller at hun atter engang behøver hans hjælp for at redde Fantásien.
Efter sin ankomst til Fantásien genforenes Bastian med sin ven Atreyu og møder en ny karakter, en antropomorfisk talende fugl, der hedder Vims. Karakterer fra den foregående film såsom Falkor og Rock Biter spiller blot en mindre birolle i denne film. Bastian står nu med ansigt til ansigt over for "Tomheden", og snart bliver han manipuleret af den onde troldkvinde Xayide og hendes magiske hær af mekaniske kæmper. Troldkvinden har lagt en ond plan for Fantasien og Den Barnlige Kejserinde , men meget af filmen visualiserer hvordan hun overtaler Bastian til at glemme sin mission og får ham til at ønske en masse fjollede ønsker. Hvert et ønske som Bastian ønsker forårsager, at han mister et betydningsfuldt minde i sit sind, og når han først har mistet alle sine minder, vil han ikke kunne huske Fantásien, og "Tomheden" vil overtage.
I mellemtiden leder Bastians far efter sin søn og prøver at søge hjælp hos politiet og "Koreander". Han finder bogen "Den Uendelige Historie " og er overrasket over at læse om sin søns bedrifter, som udfolder sig på bogens sider. Endelig lykkes det for Atreyu at overbevise Bastian om at troldkvinden er ond. Bastian tager til Den Barnlige Kejserindes slot, hvor Bastian nu kun har ét ønske (og kun ét minde – sin far) tilbage. Her besejrer Bastian Xayide ved at ønske at hun får et hjerte, og via mundtlig opmuntring fra sin far er han i stand til at overvinde sin højdeskræk, da han lettet tager valget at springe ud fra en klippeskrænt, for derefter at vende tilbage til sin egen verden.